# 莫尔韦纳
莫尔韦纳（義大利語：Molvena），是意大利威尼托大区维琴察省的一个市镇。总面积7平方公里，人口2644人，人口密度377.7人/平方公里（2009年）。国家统计（ISTAT）代码为024059。